# Thomas Kortbeek
Thomas Kortbeek ('s-Hertogenbosch, 2 april 1981) is een Nederlandse voormalige hordeloper, die was gespecialiseerd in de 400 m horden. Hij werd meervoudig Nederlands kampioen in deze discipline.

## Biografie
Op driejarige leeftijd werd Kortbeek lid van atletiek- en turnvereniging Prins Hendrik. Doordat zijn ouders hiervan lid waren, kwam hij al vroeg in aanraking met de atletieksport. Zijn eerste succes behaalde hij in 1998. Toen won hij op de 400 m horden de Nederlandse jeugdtitel. Het jaar erop prolongeerde hij deze titel. Zijn eerste seniorentitel won hij op de Nederlandse kampioenschappen van 2001 in Tilburg. Deze titel won hij hierna nog vijfmaal.
In 2003 behaalde Thomas Kortbeek een eerste plaats op de universiade in Daegu met een persoonlijk record van 48,95 s, op dat moment de op-één-na snelste tijd ooit van een Nederlander op de 400 m horden. Hij miste hiermee nipt de olympische limiet van 48,89. In datzelfde jaar won hij in Bydgoszcz een bronzen medaille op de Europese kampioenschappen voor junioren. Met een tijd van 49,68 finishte hij achter de Pool Marek Plawgo (goud; 48,45) en de Duitser Christian Duma (zilver; 49,53).
Na zijn atletiekloopbaan als atleet ontwikkelde Kortbeek zich als trainer, in welke rol hij werkzaam is bij zijn vereniging Prins Hendrik. Hij is daar onder meer de trainer van Cathelijn Peeters en Nina Franke.

## Nederlandse kampioenschappen
| Onderdeel    | Jaar                                     |
| ------------ | ---------------------------------------- |
| 400 m horden | 2001, 2002, 2003, 2004, 2008, 2010, 2012 |

## Persoonlijke records
Outdoor
| Onderdeel    | Prestatie | Datum            | Plaats |
| ------------ | --------- | ---------------- | ------ |
| 110 m horden | 14,29 s   | 16 juni 2002     | Breda  |
| 400 m horden | 48,95 s   | 28 augustus 2003 | Daegu  |

Indoor
| Onderdeel   | Prestatie | Datum            | Plaats    |
| ----------- | --------- | ---------------- | --------- |
| 400 m       | 48,41 s   | 26 februari 2012 | Apeldoorn |
| 60 m horden | 8,26 s    | 5 januari 2013   | Apeldoorn |

## Prestatieontwikkeling (400 m horden)
- 1999: 52,07
- 2000: 52,02
- 2001: 50,98
- 2002: 49,51
- 2003: 48,95
- 2004: 49,47
- 2005: 51,62 (blessure achillespees/enkel)
- 2006: 50,18
- 2007: 50,49
- 2008: 50,16
- 2009: 50,94
- 2010: 50,85
- 2011: 50,23
- 2012: 50,10
- 2013: 51,81

## Palmares

### 400 m
- 2012: 4e NK indoor - 48,41 s

### 60 m horden
- 2013: 8e NK indoor - 8,35 s

### 400 m horden
- 1999: 8e EJK - 52,07 s
- 2001:  NK - 52,00 s
- 2001: 10e EK U23 in Amsterdam
- 2002:  NK - 51,46 s
- 2002: ½ fin. EK in München - 50,64 s
- 2003:  NK - 50,99 s
- 2003:  EK U23 in Bydgoszcz - 49,68 s
- 2003:  Universiade - 48,95 s
- 2004:  NK - 51,22 s
- 2005: 4e Gouden Spike - 51,62 s
- 2006:  Gouden Spike - 51,19 s
- 2006:  Keien Meeting in Uden - 50,56 s
- 2006: 4e Thales FBK Games - 50,57 s
- 2007: 7e Trigallez Recordwedstrijden in Hoorn - 49,19 s
- 2007: 6e Yellow Pages Ultimate Athletics in Potchefstroom - 51,69 s
- 2007:  NK - 51,86 s
- 2008:  NK - 50,16 s
- 2010:  NK - 51,04 s
- 2011:  NK - 52,30 s
- 2012:  NK - 50,97 s
- 2013: 5e NK - 52,94 s